# Route nationale 413
Pour les articles homonymes, voir Route 413.
La route nationale 413, ou RN 413, est une ancienne route nationale française reliant Metz à Mirecourt.
À la suite de la réforme de 1972 transférant certaines routes nationales aux départements, elle est devenue la RD 913 dans les départements de Meurthe-et-Moselle et de la Moselle et RD 413 dans les Vosges.

## Tracé

### De Metz à Nancy
La route reliait Metz à Nancy par un trajet alternatif à la RN 57 qui passe plus à l'ouest.
- Metz (km 0)
- Pouilly (km 7)
- Fleury (km 8)
- Verny (km 12)

puis la route croisait la RN 410
- Saint-Jure (km 20)
- Raucourt (km 22)
- Nomeny (km 27)
- Chenicourt (km 33)
- Agincourt (km 49)
- Essey-lès-Nancy (km 53)
- Nancy (km 57)

### De Nancy à Mirecourt
La route faisait ensuite tronc commun avec la RN 74 puis la RN 57 jusqu'au lieu-dit Le Point du Jour, vers Ceintrey.
- Ceintrey (km 78)
- Voinémont (km 79)
- Tantonville (km 85)
- Saint-Firmin (km 91)
- Diarville (km 94)
- Poussay D 413 (km 103)
- Mirecourt (km 104)